# Сказки… сказки… сказки старого Арбата
«Ска́зки… ска́зки… ска́зки ста́рого Арба́та» — советский художественный фильм режиссёра Саввы Кулиша, снятый в 1982 году по мотивам пьесы Алексея Арбузова «Сказки старого Арбата».

## Сюжет
В одном из тихих московских переулков старого Арбата живёт мастер кукол, шестидесятилетний Фёдор Кузьмич Балясников. У него есть верный друг и помощник Христофор Блохин и сын Кузьма, живущий после смерти матери с тёткой, тоже кукольник, с детских лет мечтающий превзойти отца.
Фёдор Кузьмич — лучший мастер на фабрике по изготовлению театральных кукол, обожающий свою профессию и не мыслящий себя вне коллектива. Христофор Иванович, с которым Фёдор дружит уже двадцать пять лет, уговаривает его уйти на пенсию и заниматься любимым делом дома, призывает его оглянуться на прожитые годы и «умерить свою прыть». Но Балясников-старший максимум на что соглашается, — на отпуск.
В первый день отпуска на пороге дома Фёдора Кузьмича возникает приехавшая из Ленинграда к его соседке Наташе Кретовой девушка Виктоша, портниха и модельер. Выясняется, что Наташа Кретова вышла замуж за лучшего друга своего жениха и уехала в Теберду. Виктоша сбежала от своего ленинградского жениха Лёвушки, опасаясь, что он не будет с ней счастлив, так как такому умному человеку не нужна красивая жена. Фёдор и Христофор предлагают гостье остановиться у них, ведь они завтра уезжают на пароходе в Астрахань, и в Москве у них остаются две пустые квартиры.
Появление Виктории Николаевны меняет привычную жизнь домочадцев. Отец и сын Балясниковы, Христофор Иванович и даже куклы влюбляются в девушку.

## В ролях
- Игорь Владимиров — Фёдор Кузьмич Балясников
- Зиновий Гердт — Христофор Иванович Блохин
- Лариса Сучкова — Виктоша (Виктория Николаевна) (озвучила Ольга Гобзева)
- Кирилл Арбузов — Кузьма Балясников, сын Фёдора
- Валерий Сторожик — Лёвушка (Лев Александрович Гартвиг), жених Виктоши
- Александр Денисенко — «Толстячок» из города Гдова

## Съёмочная группа
- Авторы сценария: Алексей Арбузов, Савва Кулиш
- Режиссёр-постановщик: Савва Кулиш
- Оператор-постановщик: Владимир Климов
- Художник-постановщик: Владимир Аронин
- Художники по куклам: Николай Серебряков, Алина Спешнева, Владимир Птицын
- Композитор: Алексей Рыбников

## Производство
Мастерская Фёдора Балясникова снималась на крыше «Дома Нирнзее» в Москве, который находится в Большом Гнездниковском переулке.